# David Pieter de Villiers Graaff

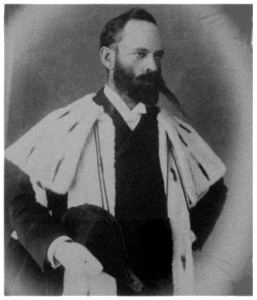
Sir David Pieter de Villiers Graaff als Bürgermeister von Kapstadt

Sir David Pieter de Villiers Graaff, 1. Baronet (* 30. März 1859 in Villiersdorp; † 13. April 1931 in Kapstadt) war ein südafrikanischer Geschäftsmann und Politiker.

## Herkunft und Jugend
David Pieter Graaff war der Sohn von Petrus Norbertus Johannes Graaff (1823–1875), einem Knecht auf der Farm des Pieter de Villiers, der sich in dessen Tochter, Anna Elizabeth De Villiers (1827–1900) aus dem weitverbreiteten ursprünglich französischen Geschlecht der De Villiers de Princay, verliebte und diese ehelichte.
Nachdem Graaff in jungen Jahren in der Metzgerei seines Urgroßvaters gearbeitet hatte, übernahm er im Jahre 1881 gemeinsam mit seinem jüngeren Bruder Jacobus dieses Geschäft. Die beiden Brüder konzentrierten sich auf die Lebensmittelversorgung von Schiffen und entwickelten dadurch die ersten Kühlräume für Nahrungsmittel in Südafrika.

## Politische Karriere

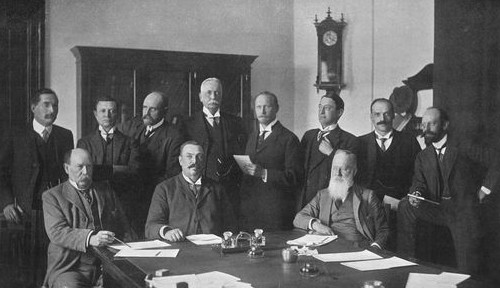
Das erste Kabinett der Südafrikanischen Union unter Premier Louis Botha, 1910, von links nach rechts. Hintere Reihe: Barry Hertzog, Henry Burton, F.R. Moor, C. O’Grady Gubbins, Jan Christiaan Smuts, H.C. Hull, F.S. Malan, David Graaff; vordere Reihe: J.W. Sauer, Louis Botha, Abraham Fischer

Zeitgleich wurde Graaff auch politisch aktiv, nachdem er zuerst einige Zeit als Freiwilliger bei den Soldaten diente, wurde er Befehlshaber der Artillerie in Kapstadt. Durch sein politisches Engagement gelang es ihm in kurzer Zeit zum Stadtrat und Bürgermeister von Kapstadt ernannt zu werden. In dieser Funktion war Graaff einer der Initiatoren zur Verlegung von elektrischen Leitungen in der Stadt. Ebenfalls war er zwischen 1891 und 1897 ein Mitglied des Parlaments der Kapkolonie.
Während der Burenkriegs (1899–1902) war Graaff Armeelieferant der britischen Truppen. Er brachte aber auch große Geldsummen für die gefangenen Buren auf. So konnte er die medizinische Versorgung von kranken Frauen und Kindern gewährleisten.
Nach dem Burenkrieg investierte Graaff in Immobilien innerhalb und in der Umgebung von Kapstadt. Unter anderem kaufte er sich das Landhaus De Grendel, außerhalb von Kapstadt gelegen, wo er friesische Rinder züchtete. Seine Nachfahren führen dort einen renommierten Weinbaubetrieb.
Graaff und sein Bruder Jacobus gründeten im Jahre 1907 ebenfalls die De Villiers Graaff High School in der Stadt Villiersdorp.

### David Pieter Graaff und Luis Botha
David Pieter Graaff war in den Jahren von 1908 bis 1910 Minister ohne Geschäftsbereich im letzten Kabinett (1908–1910) der Kapprovinz. Da er ein enger Freund und politischer Vertrauter von General Louis Botha – dem ersten Premierminister der Südafrikanischen Union – war, erfüllte er diverse Ministerämter unter der Regierung Bothas. So trat er zum Beispiel als Minister des Post- und Telegrafenwesens (1911–1912), als Minister ohne Geschäftsbereich (1912–1913) und als Finanzminister (1915–1916) in Erscheinung. Gemeinsam mit Louis Botha nahm er als Delegierter von Südafrika beim Friedensvertrag von Versailles teil. In den Jahren von 1908 bis 1920 war Graaff erneut ein Mitglied des Parlaments.

## Baronet, of Cape Town
David Pieter Graaff wurde im Jahre 1911 für seine Verdienste um sein Land vom britischen König Georg V. der erbliche Titel Baronet, of Cape Town verliehen. Sein ältester Sohn De Villiers Graaff wurde sein Nachfolger als Baronet.